# گروه حمایت از اصلاحات انتخاباتی
گروه حمایت از اصلاحات انتخاباتی (ئی‌آراِس‌جی) (به انگلیسی: Elections Reform Support Group (ERSG)) انجمنی متشکل از کمک کنندگان به ریاست مشترک ایالات متحده و اتحادیه اروپا برای هماهنگی اصلاحات سیستم انتخاباتی فلسطین بود. ESRG در سال ۲۰۰۲ تأسیس شد. کشورهای دانمارک، آلمان، یونان، ایرلند، ایتالیا، ژاپن، هلند، نروژ، اسپانیا، سوئد، بریتانیا و ایالات متحده از اعضا هستند. همچنین سازمان‌های بین‌المللی مانند کمیسیون اروپا، دفتر ریاست اتحادیه اروپا، سازمان ملل متحد و برنامه توسعه سازمان ملل متحد در این برنامه مشارکت دارند. بنیاد بین‌المللی سیستم‌های انتخاباتی از این انجمن در نقش منشی حمایت کرد.
از سال ۲۰۰۷ ئی‌آراِس‌جی اصلاح و یکپارچه شد </link> در گروه کاری انتخابات یا (ئی‌دابلیوجی)، که بخشی از «گروه بخش حکومت»، یکی از چهار گروه استراتژی تحت ساختار هماهنگی کمک در فلسطین است. نقش دبیرخانه را دبیرخانه هماهنگی کمک‌های محلی (LACS) بر عهده می‌گیرد.

## تشکیل
ئی‌آراِس‌جی به عنوان یک نتیجه از گروه ویژه سازمان ملل متحد در فلسطین تشکیل شد. کارگروه سازمان ملل متشکل از گروه چهارجانبه (ایالات متحده، اتحادیه اروپا، روسیه و دبیرکل سازمان ملل)، نروژ، ژاپن، بانک جهانی و صندوق بین‌المللی پول است و اولین بار در ۱۰ ژوئیه ۲۰۰۲ تشکیل شد این کارگروه مسئول تشکیل گروه‌های حمایتی برای چندین حوزه اصلاحات از جمله جامعه مدنی، انتخابات، پاسخگویی مالی، اصلاحات قضایی، دولت محلی، اقتصاد بازار و اصلاحات وزارتی و خدمات ملکی بود. این گروه‌ها واکنشی به کاهش اوضاع انسانی در فلسطین بودند. هنگامی که گروه حمایت از اصلاحات انتخاباتی سازماندهی شد، سفیر ژان برتچه از اتحادیه اروپا که بعداً به دبیرخانه ئی‌آراِس‌جی تبدیل شد، به گروه ویژه در فعالیت‌های انتخاباتی مشاوره داده شد. نقش منشی در سال ۲۰۰۵ توسط IFES بر عهده گرفت.

## فعالیت‌ها
ئی‌آراِس‌جی توسط کل کارگروه حمایت شد و بودجه برنامه‌های انتخاباتی را از USAID، اتحادیه اروپا، کشورهای اروپایی و ژاپن هماهنگ کرد. ئی‌آراِس‌جی با شورای قانونگذاری فلسطین برای توسعه و اجرای پروژه‌ای برای پیش‌نویس قانون انتخابات کار کرد، از تشکیل کمیسیون مستقل انتخابات فلسطین و توسعه آن به یک نهاد مدیریت انتخاباتی واحد، مستقل و مقتدر تشکیلات خودگردان فلسطین حمایت کرد.
به عنوان بخشی از این حمایت، اتحادیه اروپا پنج کارشناس انتخاباتی و ۱۰ میلیون یورو برای حمایت از پروژه، برنامه توسعه ملل متحد / PAPP دو کارشناس، ژاپن ۱ میلیون دلار، کانادا ۱٫۲ میلیون دلار کانادا و یک کارشناس، نروژ ۱ میلیون دلار کمک کرد. دانمارک ۳۰۰٬۰۰۰ دلار ارائه کرد.